# Costante Scolari
Costante Scolari (fl. XX secolo) è stato un cestista italiano.

## Carriera
In Serie A ha vestito la maglia di Varese, dal 1948, primo anno di campionato a girone unico, al 1951.